# Satoshi Koga
Satoshi Koga (古賀 聡 Koga Satoshi?), född 12 februari 1970 i Kanagawa prefektur, är en japansk före detta fotbollsspelare.
Koga började sin karriär 1992 i Kashima Antlers. Med Kashima Antlers vann han japanska ligan 1996. Efter Kashima Antlers spelade han för Brummell Sendai och Sanfrecce Hiroshima. Han avslutade karriären 2000.